# أنابيل ضو (فنانة)
أنابيل ضو (من مواليد عام 1967م) هي فنانة لبنانية معاصرة، تشمل أعمالها الفنية النحت والأداء والرسم، مع بض مساهماتها في الكتابة والأدب.
نظمت أنابيل في أبريل 2020، في بداية وباء كورونا عام 2020 معرضها من الغسق حتى الفجر. وناقش عملها القلق بشأن القضايا المعينة التي تواجه جمهورها، بناءًا على الاقتراحات المرسلة عبر البريد الإلكتروني. 
عرضت أنابيل أعمالها في المتحف الوطني في بيروت، ومعهد كي دبيو للفن المعاصر في برلين، ومعهد بارك أفينيو أرموري في نيويورك.
عُرضت أعمالها في مجموعات متحف بروكلين، ومتحف كولومبوس في جورجيا.
أعدت أنابيل مشروع الدليل السمعي /شو هيدا؟ في المتحف الوطني ببيروت، بمناسبة اليوم العالمي للمتاحف، الذي ينظّمه المجلس الدولي للمتاحف تحت عنوان ترابط المتاحف: مناهج حديثة، جماهير جديدة.